# Basilika Mariä Himmelfahrt (Kortenbos)

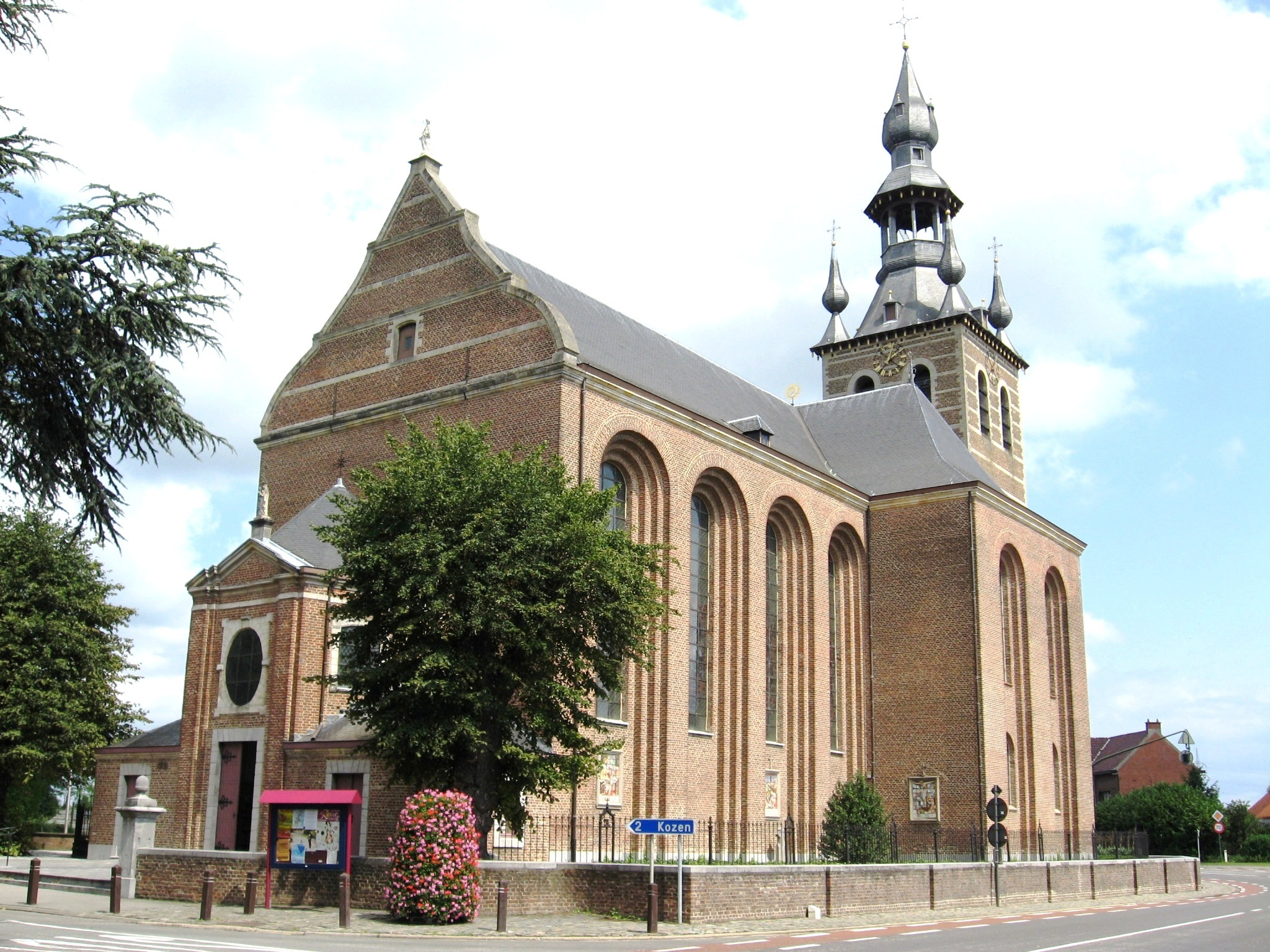
Außenansicht der Kirche

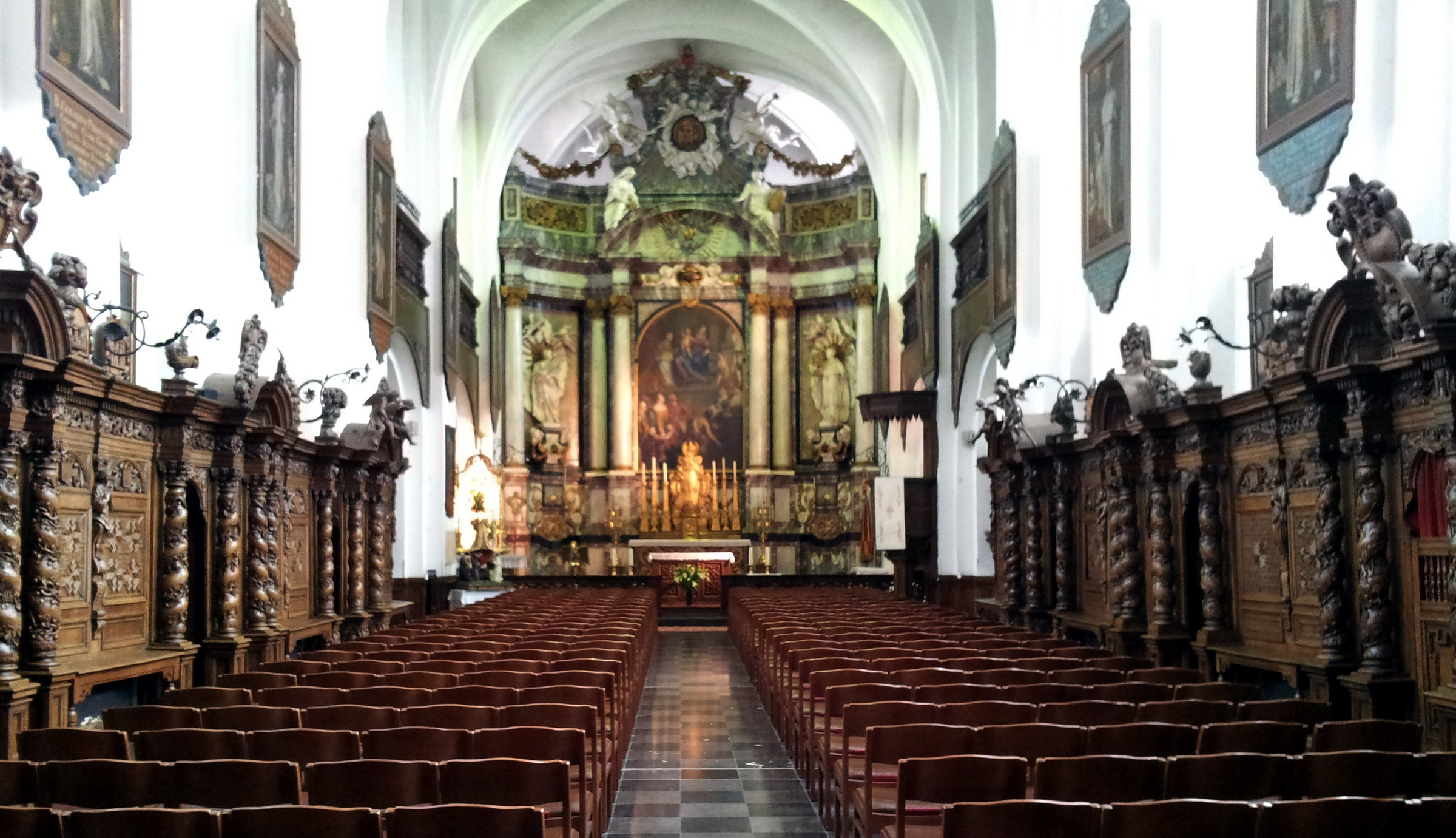
Innenraum

Die Basilika Mariä Himmelfahrt (niederländisch Basiliek Onze-Lieve-Vrouw-Hemelvaart) ist eine römisch-katholische Kirche im Ortsteil Kortenbos der Gemeinde Sint-Truiden, Belgien. Die Wallfahrtskirche des Bistums Hasselt mit der Anrufung Mariä Himmelfahrt und trägt den Titel einer Basilica minor. Die Kirche wird von der Prämonstratenserabtei Averbode betreut.

## Geschichte
Die barocke Kirche wurde nach einem Entwurf des Minoriten N. Ray errichtet. Das Langhaus wurde zwischen 1611 und 1648 erbaut, zwischen 1655 und 1665 folgten das Querhaus und der Turm. Die Fassade mit dem Eingangsportal wurde in den Jahren 1698 bis 1725 ergänzt, als auch die Turmspitze und die Ecktürmchen fertiggesetzt wurden. 1925 wurden die Seitenportale geschaffen. Papst Pius XI. erhob die Kirche 1936 zur Basilica minor. 1973 wurde die Kirche unter Denkmalschutz gestellt, 2014 zum architektonischen Erbe erklärt. in den 1990ern wurde die Kirche renoviert.

## Architektur
Die Basilika ist einschiffig als Kreuzkirche in Ziegelstein ausgeführt. Das Hauptschiff besitzt vier Joche, das Querhaus zwei und der Chor nur ein Joch mit geradem Abschluss. Das Westportal wird von zwei Seitenkapellen begleitet. Der  Choranschlussturm  steht mit der Sakristei auf der Ostseite. Die schlanken Rundbogenfenster geben der Kirche einen vertikalen Charakter. Der Hauptaltar stammt von Pieter Scheenaekers, die Statue Unserer Lieben Frau von Kortenbos ist aus Terracotta. Altarbilder zeigen die Muttergottes mit dem hl. Norbert und dem hl. Augustinus und den Hl. Norbert mit der Gottesmutter, auch weitere zwölf Gemälde zeigen Prämonstratenserheilige. Die Kirche zeigt achtzehn Votivbilder.